# Arthur Schlageter
Arthur Schlageter, né dans la municipalité de Clarens, Montreux le 11 décembre 1883, et mort à Lausanne le 30 octobre 1963, est un sculpteur et un peintre suisse.

## Biographie
Né le 11 décembre 1883 à Clarens (Vaud) où ses parents sont horticulteurs, Arthur Schlageter est le deuxième fils d’une famille de cinq filles et trois garçons. Il se passionne très jeune pour le travail de la pierre et réalise sa première œuvre à l’âge de 14 ans, un faune taillé dans la pierre.
Son collège terminé, le jeune Arthur, répondant à son goût pour la matière, va s’exercer à la taille de la pierre chez Rossier, marbrier à Vevey. Il devient ensuite élève de l’École des Beaux-Arts à Genève en même temps qu’Edouard-Marcel Sandoz. Celui-ci sera plus tard une des rares personnalités à avoir prié son ami Schlageter d’ajouter sa signature à l’œuvre sculptée à sa demande, en l’occurrence le Taureau ailé de l’Église Saint-Luc à la Pontaise à Lausanne.
Bénéficiaire d’une bourse fédérale en 1903, Arthur Schlageter fait plusieurs voyages d’études à Paris, à Rome, à Florence et à Munich. Il participe à la réalisation d’œuvres monumentales : la façade de l’Hôtel de Ville de Roubaix, le fronton du Théâtre de Denain, puis celui du Musée d'Art et d'Histoire de Genève. C’est dans cette ville que, plein d’espoir, il ouvre vers 1912 son propre atelier de sculpture. Il se marie cette même année.
Les temps heureux seront de courte durée, car la Première Guerre mondiale éclate. Schlageter est mobilisé. La vie à Genève, grande ville dans un petit canton, se révèle compliquée, surtout au point de vue du ravitaillement. De plus, un artiste n’a pas de travail fixe, pas de gain régulier ni d’assurance chômage. Revenu chez lui, Arthur Schlageter doit faire face alors à de multiples obligations. Dans l’impossibilité de payer un logement et un atelier, il est mis aux poursuites et contraint d’abandonner l’atelier, son lieu de travail pourtant indispensable. À cette époque, il fallait vivre uniquement de son art pour être membre de la SPSAS (Société des peintres, sculpteurs et architectes suisses), et il n’était guère possible de prendre part à un concours ou de participer à une exposition nationale sans faire partie de cette société.
L’armistice n’apporte pas de solution aux difficultés rencontrées par les jeunes artistes : pour survivre, beaucoup doivent accepter des travaux de seconde main. Ils deviennent parfois, en tant qu’exécutants, des associés ou des collaborateurs de sculpteurs. Ce fut aussi le lot d’Arthur Schlageter qui, à côté de ces sortes de travaux alimentaires, poursuit une création personnelle. Membre de la SPSAS depuis 1911, il participe à plusieurs expositions collectives, sur les plans local et national.
Dès les années trente, les arts prennent un nouvel essor. Pour Schlageter, la situation s’améliore : il commence à être connu à Lausanne et dans le Canton de Vaud dont il reçoit des commandes. C’est alors qu’il crée toute une série d’œuvres qui ont surtout pour thème la beauté de la femme et la jeunesse : Flore (jardin de Brillancourt), Femme à l’avion (square de Rongimel), l’Offrande (promenade de Derrière-Bourg), Diane et la Biche (ESC), bas-reliefs pour les collèges de Montoie, Bellevaux, Croix-d’Ouchy et de Pully. D’autres œuvres publiques sont venues s’ajouter : La Baigneuse I, quai de Montreux, La Baigneuse II, quai de Territet, La Baigneuse III, parc du musée de l’Hermitage, Lausanne et La Source, parc des Bains de Lavey.
En décembre 1984, dans un article relatant l’hommage rendu à l’artiste par le Musée cantonal des Beaux-Arts à Lausanne, J-P Chuard, directeur de la formation des journalistes, écrit :
« L’œuvre de Schlageter est importante, il a surtout taillé directement dans la pierre de nombreuses sculptures qui témoignent de sa recherche obstinée de la sobriété et de la beauté de la forme. »
Dessinateur très habile et modeleur accompli, il a aussi prouvé sa fidélité à l’harmonie dans les nombreux dessins, portraits et peintures qu’il a laissés.

## Expositions
Expositions individuelles ou participations à des collectives
- 1909, Zurich : Invité par la section cantonale de la SPSAS
- 1922, Vevey : Musée Jenisch
- 1924, Lausanne : Première exposition individuelle aux Galeries Saint-François
- 1925, Hambourg : Salon des Indépendants
- 1928, Berne & Zurich : Kunsthaus
- 1936, Genève : Musée d'Art et d'Histoire de Genève
- 1980, Lausanne : SVBA, Hommage à Arthur Schlageter[8]